# 2012年ロンドンオリンピックの柔道競技
2012年ロンドンオリンピックの柔道競技（2012ねんロンドンオリンピックのじゅうどうきょうぎ）は7月28日から8月3日までエクセル展覧会センターで開催された。

## オリンピック出場資格
- 2012年12月31日時点において15歳以上で、段位を有していること。
- 2010年5月から2012年4月までの2年間で、シニアの世界選手権もしくは大陸選手権に1度は出場しているか、IJFの世界ランキング対象大会に2度以上出場していること。
- 以上の資格を満たした選手のうち、2012年5月1日付けの世界ランキングにおいて、男子は22位以内、女子は14位以内に位置している選手が直接選出される(男子22×7＝154名、女子14×7＝98名、計252名)。
- 上位22位(女子は14位)以内に1国から2名以上の選手が入っている場合、そのうちの誰を代表に選出するかはその国の連盟が決定する。
- 1国から複数の選手が上位22位以内に入っている場合、順次繰り下げて選出して行く(例えば、22位以内に5カ国からそれぞれ2名の選手がランクインしている場合、27位までが選出の対象となる)。
- 続いて大陸枠により、100名の出場選手が選出される。
- 選出方法としては、各大陸連盟がすでに直接選出された252名を除く男女全階級のランキングリストを高得点順に作成する。
- そのうちの上位選手から順に選出していく。但し、大陸枠で選出されるのは各国1名のみ。
- さらに同一階級において大陸連盟所属の選手が選出されるのは最大2名まで。
- 開催国に男女全階級の出場権を与える(14名)。
- ワイルドカードとして20カ国に出場資格を付与する(20名)。
- 以上の計386名がオリンピック出場資格を得る。

出場資格を得る選手。
| 選出形態                     | 男子    | 女子    | 総計 |
| ---------------------------- | ------- | ------- | ---- |
| 世界ランキング上位による選出 | 154     | 98      | 252  |
| 大陸枠による選出             | 60      | 40      | 100  |
| 開催国による選出             | 7       | 7       | 14   |
| ワイルドカードによる選出     | ＠      | ＠      | 20   |
| 総計                         | 221＋＠ | 145＋＠ | 386  |

## 競技日程
時間はイギリス夏時間（UTC+1）
- 7月28日：男子60kg級、女子48kg級
- 7月29日：男子66kg級、女子52kg級
- 7月30日：男子73kg級、女子57kg級
- 7月31日：男子81kg級、女子63kg級
- 8月1日：男子90kg級、女子70kg級
- 8月2日：男子100kg級、女子78kg級
- 8月3日：男子100kg超級、女子78kg超級

## 競技結果

### 男子
| 種目      | 金                                          | 銀                                        | 銅                                                |
| --------- | ------------------------------------------- | ----------------------------------------- | ------------------------------------------------- |
| 60kg級    | アルセン・ガルスチャン ロシア (RUS)         | 平岡拓晃 日本 (JPN)                       | リショド・ソビロフ ウズベキスタン (UZB)           |
| 60kg級    | アルセン・ガルスチャン ロシア (RUS)         | 平岡拓晃 日本 (JPN)                       | フェリペ・キタダイ ブラジル (BRA)                 |
| 66kg級    | ラシャ・シャフダトゥアシビリ グルジア (GEO) | ミクローシュ・ウングバリ ハンガリー (HUN) | 海老沼匡 日本 (JPN)                               |
| 66kg級    | ラシャ・シャフダトゥアシビリ グルジア (GEO) | ミクローシュ・ウングバリ ハンガリー (HUN) | 曺準好 韓国 (KOR)                                 |
| 73kg級    | マンスール・イサエフ ロシア (RUS)           | 中矢力 日本 (JPN)                         | ウゴ・ルグラン フランス (FRA)                     |
| 73kg級    | マンスール・イサエフ ロシア (RUS)           | 中矢力 日本 (JPN)                         | サインジャルカル・ニャムオチル モンゴル (MGL)     |
| 81kg級    | 金宰範 韓国 (KOR)                           | オーレ・ビショフ ドイツ (GER)             | イワン・ニフォントフ ロシア (RUS)                 |
| 81kg級    | 金宰範 韓国 (KOR)                           | オーレ・ビショフ ドイツ (GER)             | アントワーヌ・ヴァロア＝フォルティエ カナダ (CAN) |
| 90kg級    | 宋大南 韓国 (KOR)                           | アスレイ・ゴンサレス キューバ (CUB)       | 西山将士 日本 (JPN)                               |
| 90kg級    | 宋大南 韓国 (KOR)                           | アスレイ・ゴンサレス キューバ (CUB)       | イリアス・イリアディス ギリシャ (GRE)             |
| 100kg級   | タギル・ハイブラエフ ロシア (RUS)           | ナイダン・ツブシンバヤル モンゴル (MGL)   | ディミトリ・ペータース ドイツ (GER)               |
| 100kg級   | タギル・ハイブラエフ ロシア (RUS)           | ナイダン・ツブシンバヤル モンゴル (MGL)   | ヘンク・フロル オランダ (NED)                     |
| 100kg超級 | テディ・リネール フランス (FRA)             | アレクサンドル・ミハイリン ロシア (RUS)   | アンドレアス・テルツァー ドイツ (GER)             |
| 100kg超級 | テディ・リネール フランス (FRA)             | アレクサンドル・ミハイリン ロシア (RUS)   | ラファエル・シルバ ブラジル (BRA)                 |

### 女子
| 種目     | 金                                    | 銀                                      | 銅                                          |
| -------- | ------------------------------------- | --------------------------------------- | ------------------------------------------- |
| 48kg級   | サラ・メネゼス ブラジル (BRA)         | アリナ・ドゥミトル ルーマニア (ROU)     | チェルノビツキ・エーヴァ ハンガリー (HUN)   |
| 48kg級   | サラ・メネゼス ブラジル (BRA)         | アリナ・ドゥミトル ルーマニア (ROU)     | シャルリーヌ・ファンスニック ベルギー (BEL) |
| 52kg級   | 安琴愛 北朝鮮 (PRK)                   | ヤネト・ベルモイ キューバ (CUB)         | プリシラ・ネト フランス (FRA)               |
| 52kg級   | 安琴愛 北朝鮮 (PRK)                   | ヤネト・ベルモイ キューバ (CUB)         | ロサルバ・フォルチニティ イタリア (ITA)     |
| 57kg級   | 松本薫 日本 (JPN)                     | コリーナ・カプリオリウ ルーマニア (ROU) | マルティ・マロイ アメリカ合衆国 (USA)       |
| 57kg級   | 松本薫 日本 (JPN)                     | コリーナ・カプリオリウ ルーマニア (ROU) | オトーヌ・パヴィア フランス (FRA)           |
| 63kg級   | ウルシカ・ジョルニル スロベニア (SLO) | 徐麗麗 中国 (CHN)                       | 上野順恵 日本 (JPN)                         |
| 63kg級   | ウルシカ・ジョルニル スロベニア (SLO) | 徐麗麗 中国 (CHN)                       | ジブリズ・エマヌ フランス (FRA)             |
| 70kg級   | リュシ・デコス フランス (FRA)         | ケルスティン・ティエレ ドイツ (GER)     | ジュリ・アルベアル コロンビア (COL)         |
| 70kg級   | リュシ・デコス フランス (FRA)         | ケルスティン・ティエレ ドイツ (GER)     | エディス・ボッシュ オランダ (NED)           |
| 78kg級   | ケイラ・ハリソン アメリカ合衆国 (USA) | ジェマ・ギボンズ イギリス (GBR)         | マイラ・アギアル ブラジル (BRA)             |
| 78kg級   | ケイラ・ハリソン アメリカ合衆国 (USA) | ジェマ・ギボンズ イギリス (GBR)         | オドレー・チュメオ フランス (FRA)           |
| 78kg超級 | イダリス・オルティス キューバ (CUB)   | 杉本美香 日本 (JPN)                     | カリーナ・ブライアント イギリス (GBR)       |
| 78kg超級 | イダリス・オルティス キューバ (CUB)   | 杉本美香 日本 (JPN)                     | 佟文 中国 (CHN)                             |

### 各国メダル数
| 順   | 国・地域             | 金 | 銀 | 銅 | 計 |
| ---- | -------------------- | -- | -- | -- | -- |
| 1    | ロシア (RUS)         | 3  | 1  | 1  | 5  |
| 2    | フランス (FRA)       | 2  | 0  | 5  | 7  |
| 3    | 韓国 (KOR)           | 2  | 0  | 1  | 3  |
| 4    | 日本 (JPN)           | 1  | 3  | 3  | 7  |
| 5    | キューバ (CUB)       | 1  | 2  | 0  | 3  |
| 6    | ブラジル (BRA)       | 1  | 0  | 3  | 4  |
| 7    | アメリカ合衆国 (USA) | 1  | 0  | 1  | 2  |
| 8    | グルジア (GEO)       | 1  | 0  | 0  | 1  |
| 8    | 北朝鮮 (PRK)         | 1  | 0  | 0  | 1  |
| 8    | スロベニア (SLO)     | 1  | 0  | 0  | 1  |
| 11   | ドイツ (GER)         | 0  | 2  | 2  | 4  |
| 12   | ルーマニア (ROU)     | 0  | 2  | 0  | 2  |
| 13   | 中国 (CHN)           | 0  | 1  | 1  | 2  |
| 13   | イギリス (GBR)       | 0  | 1  | 1  | 2  |
| 13   | ハンガリー (HUN)     | 0  | 1  | 1  | 2  |
| 13   | モンゴル (MGL)       | 0  | 1  | 1  | 2  |
| 17   | オランダ (NED)       | 0  | 0  | 2  | 2  |
| 18   | ベルギー (BEL)       | 0  | 0  | 1  | 1  |
| 18   | カナダ (CAN)         | 0  | 0  | 1  | 1  |
| 18   | コロンビア (COL)     | 0  | 0  | 1  | 1  |
| 18   | ギリシャ (GRE)       | 0  | 0  | 1  | 1  |
| 18   | イタリア (ITA)       | 0  | 0  | 1  | 1  |
| 18   | ウズベキスタン (UZB) | 0  | 0  | 1  | 1  |
| 合計 | 合計                 | 14 | 14 | 28 | 56 |

## 概要
前回大会からの変更点
今大会から世界ランキング制度に基づいて出場選手が選出されることになった。また、3位決定戦のシステムが変更になり準々決勝の敗者のみで敗者復活戦を行い、準決勝の敗者と3位決定戦を行うこととなった。
判定に関するトラブル
今大会では審判による技の判定が、試合を監視するジュリー（審判委員）の指摘によって覆されるケースが何度となく起こった。
とりわけ、男子66kg級準々決勝の海老沼匡と曺準好の対戦では延長戦に入ってから、海老沼の小内巻込を主審であるブラジルのエディソン・ミナカワが有効と判定して一旦は試合が終了したものと思われたが、審判委員の判断によって有効が取り消されて試合が続行されることとなった。その後旗判定で曺準好を支持する青旗3本が上がったものの観客による大ブーイングが起こり場内が騒然。審判委員からもこの判定に対する異議が唱えられて旗判定のやり直しが指示されると、今度は海老沼を支持する白旗3本が上がり海老沼の勝利となった。この事態を受けてフアン・カルロス・バルコス審判委員長は、ビデオ判定システムを活用している3名の審判委員が疑いなく白の海老沼が優勢であったと判断したので判定をやり直させた、さらには、柔道の精神を守り、真の勝者が勝者として畳を下りる状況をつくるのが我々の役目であると述べた。IJFも今回の件に関して、最終的に正しい判断が下されたとの声明を出した。
なお、この試合で審判を務めた主審のミナカワと副審2名の計3名は翌日の試合の審判から外されたが、その後また復帰した。
IJF審判委員である川口孝夫によれば、日本国内の大会においてはジュリーが審判の下した技の評価の高低（例えば、技ありを一本とするなど）を訂正しないことを規定しているが、IJF主催の国際大会では審判委員が状況に応じて訂正することが度々あったものの、今回のように旗判定がやり直しになったことは前代未聞だという。また、今回のオリンピックに審判として派遣された大迫明伸は「ここまでジュリーが入り込んでくるとは思わなかった。やりにくいし、今までと全く異質の大会」と語った。
宗教に関するトラブル
サウジアラビア初の女子オリンピック選手である78kg超級のウォジダン・シャハルハニは柔道競技に出場するにあたり、イスラム教徒の女性が人前で髪を隠すのに用いるスカーフとして知られるヒジャブの着用を要求してきたものの、IJFがヒジャブ着用により誤って首を絞めるなどの危険性がある、さらにはサウジアラビアの選手も柔道の精神に沿って対戦すべきだとして、一旦は拒否した。しかし、その後のIOCとIJFとサウジアラビア側との3者協議によって、ヒジャブ着用が最終的に認められることとなった。
なお、ヒジャブの着用はアジア柔道連盟主催の大会では以前から認められていたという。また、このシャハルハニは柔道暦2年の青帯で今大会が初めての国際大会出場であったものの、試合では黒帯を付けて出場したが、初戦でプエルトリコのメリッサ・モヒカに一本で敗れた。試合後にはツイッターにシャハルハニを「反イスラム的」と非難する書き込みが多数寄せられたが、シャハルハニの父親は非難する書き込みを投稿した者をまとめて提訴すると息巻いている。
ドーピングに関するトラブル
男子73kg級に出場して7位となったアメリカのニコラス・デルポポロは、試合後のドーピング検査で大麻の成分であるテトラヒドロカンナビノールが検出されたために失格処分となった。デルポポロ側は、オリンピック前に出された料理が大麻と一緒に調理されていたことを知らず不注意に食べてしまったためであり、意図して大麻を摂取したわけではないと主張した。
ロシアとイギリスの首脳による試合観戦
柔道競技6日目の8月2日には、柔道愛好家として知られるロシア大統領のウラジーミル・プーチンが地元イギリスの首相であるデーヴィッド・キャメロンとともに会場のエクセル展覧会センターを訪れて、決勝の模様を観戦した。両首脳は男子100kg級でロシアのタギル・ハイブラエフが優勝、女子78kg級でイギリスのジェマ・ギボンズが準優勝する場面を目撃することになった。

## 優勝者の世界ランキング

### 男子
| 60kg級    | ロシア     | アルセン・ガルスチャン       | 5位  |
| 66kg級    | ジョージア | ラシャ・シャフダトゥアシビリ | 32位 |
| 73kg級    | ロシア     | マンスール・イサエフ         | 5位  |
| 81kg級    | 韓国       | 金宰範                       | 2位  |
| 90kg級    | 韓国       | 宋大南                       | 17位 |
| 100kg級   | ロシア     | タギル・ハイブラエフ         | 7位  |
| 100kg超級 | フランス   | テディ・リネール             | 1位  |

### 女子
| 48kg級   | ブラジル       | サラ・メネゼス       | 3位  |
| 52kg級   | 北朝鮮         | 安琴愛               | 25位 |
| 57kg級   | 日本           | 松本薫               | 1位  |
| 63kg級   | スロベニア     | ウルシカ・ジョルニル | 3位  |
| 70kg級   | フランス       | リュシ・デコス       | 1位  |
| 78kg級   | アメリカ合衆国 | ケイラ・ハリソン     | 4位  |
| 78kg超級 | キューバ       | イダリス・オルティス | 7位  |

(出典、JudoInside.com)

## 世界ランキング1位の成績

### 男子
| 60kg級    | ウズベキスタン | リショド・ソビロフ     | 銅メダル |
| 66kg級    | ロシア         | アリム・ガダノフ       | 不出場   |
| 73kg級    | 韓国           | 王己春                 | 5位      |
| 81kg級    | ブラジル       | レアンドロ・ギルヘイロ | 7位      |
| 90kg級    | ギリシャ       | イリアス・イリアディス | 銅メダル |
| 100kg級   | カザフスタン   | マクシム・ラコフ       | 初戦敗退 |
| 100kg超級 | フランス       | テディ・リネール       | 金メダル |

### 女子
| 48kg級   | 日本     | 福見友子         | 5位      |
| 52kg級   | 日本     | 西田優香         | 不出場   |
| 57kg級   | 日本     | 松本薫           | 金メダル |
| 63kg級   | 日本     | 上野順恵         | 銅メダル |
| 70kg級   | フランス | リュシ・デコス   | 金メダル |
| 78kg級   | ブラジル | マイラ・アギアル | 銅メダル |
| 78kg超級 | 日本     | 田知本愛         | 不出場   |

(出典、JudoInside.com)